# Phare du cap Pembroke
Le phare du cap Pembroke (en espagnol : Faro Cabo San Felipe) est un phare inactif qui se situe sur le cap Pembroke aux îles Malouines.

## Histoire
L'entrée à Port William, sur la Malouine orientale, présente de grandes difficultés pour les marins. Aux courants et aux vents forts s'ajoutent des îlots et des affleurements rocheux difficiles à distinguer dans des conditions de visibilité réduite. Pour faire face à ces dangers, au milieu de 1840, les autorités coloniales britanniques installèrent, à la fin du cap Pembroke, un mât en bois peint en rouge et blanc. Les difficultés pour les marins ont toutefois été maintenues car le mât n'était pas éclairé.
Le premier phare, construit au Royaume-Uni, a commencé à fonctionner en 1855. Il possédait une tour de 18 mètres peinte en rouge et blanc. Sa lumière caractéristique était blanche, fixe et obtenue avec 18 lampes fonctionnant à l'huile de colza. Sa portée était de 14 milles marins (environ 26 km).
En 1905, la tour du phare était très détériorée. Les autorités coloniales et les responsables du fonctionnement du phare, la Trinity House de Londres, ont accepté de le reconstruire avec des entrepreneurs britanniques. La construction du deuxième phare a commencé en 1906 et s'est terminée en juin 1907. À l'origine, il fonctionna avec une lampe à pétrole avec une portée focale de 16 milles nautiques (environ 30 km). C'est une tour cylindrique en fonte de 21 m de haut peinte en noir et blanc. Il a été désactivé en 1980. Il est classé au National Trust for Places of Historic Interest or Natural Beauty 
Le phare se visite en demandant la clef au Falkland Islands Museum and National Trust de Stanley.
Identifiant : ARLHS : FAL001 - Amirauté : G1352 - NGA : 110-20352 .